# Casa Santomaso
La Casa Santomaso ou Casa San Tommaso est un bâtiment civil vénitien situé dans le quartier Dorsoduro et surplombant le Grand Canal entre le Palazzo Orio Semitecolo Benzon et le Palazzetto Nani Mocenigo, non loin de la basilique Santa Maria della Salute.

## Architecture
Bâtiment d'aspect typique du XVe siècle, il se caractérise par des formes gothiques et Renaissance. La structure culmine dans une grande mansarde.